# Consonne occlusive éjective bilabiale
La consonne occlusive éjective bilabiale est un son consonantique existant dans certaines langues. Le symbole dans l'alphabet phonétique international est [pʼ].

## Caractéristiques
Voici les caractéristiques de la consonne occlusive éjective bilabiale :
- Son mode d'articulation est occlusif, ce qui signifie qu'elle est produite en obstruant l’air du chenal vocal.
- Son point d’articulation est bilabial, ce qui signifie qu'elle est articulée avec les deux lèvres.
- Sa phonation est sourde, ce qui signifie qu'elle est produite sans la vibration des cordes vocales.
- C'est une consonne orale, ce qui signifie que l'air ne s’échappe que par la bouche.
- C'est une consonne centrale, ce qui signifie qu’elle est produite en laissant l'air passer au-dessus du milieu de la langue, plutôt que par les côtés.
- Son mécanisme de courant d'air est égressif glottal, ce qui signifie qu'elle est articulée en poussant l'air par la glotte, plutôt que par les poumons.

## En français
Le français ne possède pas le [pʼ].

## Dans les autres langues
En quechua, /p/ et /pʼ/ constituent des phonèmes séparés.
Le lakota et le dakota possèdent aussi ce son.
Cette consonne existe en géorgien, où elle est écrite ‹ პ ›. /p’/ s’oppose à /pʰ/.